# Keta Music
Keta Music es el primer mixtape del rapero italiano, Emis Killa, publicado en 2009

## Lista de canciones
| N.º | Título                          | Escritor(es) | Duración |  |
| 1.  | «Bad»                           |              | 3:18     |  |
| 2.  | «Killa story»                   |              | 2:57     |  |
| 3.  | «Iniorance boy»                 |              | 2:19     |  |
| 4.  | «Non fa per me»                 |              | 2:46     |  |
| 5.  | «Sai che c'é» (con Ensi)        |              |          |  |
| 6.  | «No smile»                      |              | 2:29     |  |
| 7.  | «Stammi dietro»                 |              | 1:46     |  |
| 8.  | «Ti porto il tramma 2 RMX»      |              | 1:17     |  |
| 9.  | «Demolition»                    |              | 2:02     |  |
| 10. | «Bianco e nero»                 |              | 2:43     |  |
| 11. | «A bada»                        |              |          |  |
| 12. | «Cresciuto» (con G. Soave)      |              | 2:39     |  |
| 13. | «Era meglio ieri»               |              | 2:48     |  |
| 14. | «Loccato»                       |              | 1:23     |  |
| 15. | «Pum Pum» (con Fedez)           |              | 3:22     |  |
| 16. | «Broken Dolls»                  |              | 4:05     |  |
| 17. | «P Sound» (con Jack the Smaker) |              |          |  |
| 18. | «Vaffa***lo»                    |              |          |  |